# Szczakowa (gmina)
Szczakowa (1942–45 Dąbrowa Narodowa) – dawna gmina wiejska istniejąca w latach 1934–1954 w woj. krakowskim (dzisiejsze woj. małopolskie). Siedzibą władz gminy była Szczakowa, która stanowiła odrębną gminę miejską.
Gmina zbiorowa Szczakowa została utworzona 1 sierpnia 1934 roku w powiecie chrzanowskim w woj. krakowskim z dotychczasowych jednostkowych gmin wiejskich: Ciężkowice, Długoszyn i Dąbrowa. Gmina składała się z dwóch oddzielnych części bez styku terytorialnego, przedzielonych obszarem miasta Szczakowa – zachodniej (Dąbrowa Narodowa i Długoszyn) i wschodniej (Ciężkowice z przysiółkami Dobra i Pieczyska).
W 1939, w następstwie okupacji, wcielona  do III Rzeszy. 1 stycznia 1942  zniesiona i przekształcona w gminę Dąbrowa Narodowa bez Ciężkowic, które włączono do gminy Trzebninia (a w związku z jej zniesieniem do nowo utworzonej gminy Siersza) oraz części Ciężkowic (Pieczyska), które włączono do miasta Szczakowa.
Po wojnie przywrócona. Według stanu z dnia 1 lipca 1952 roku gmina składała się z 3 gromad: Ciężkowice, Dąbrowa Narodowa i Długoszyn. Jednostka została zniesiona 29 września 1954 roku wraz z reformą wprowadzającą gromady w miejsce gmin:
- Dąbrowę Narodową włączono bezpośrednio do Jaworzna 6 października 1954[8];
- Długoszyn oraz przysiółki Dobra i Pieczyska  z dotychczasowej gromady Ciężkowice włączono najpierw (6 października 1954) do miasta Szczakowa, a dopiero wraz z Szczakową (20 marca 1956) do Jaworzna[9];
- przysiółek Stara Maszyna z dotychczasowej gromady Ciężkowice włączono do nowo utworzonej gromady Siersza[10], która 1 stycznia 1958 otrzymała status osiedla[11], a 1 stycznia 1969 została włączona do Trzebini[12];
- Ciężkowice (bez Dobrej, Pieczysk i Starej Maszyny) utworzyły gromadę Ciężkowice[13], która przetrwała do końca 1972 roku, po czym Ciężkowice włączono 1 stycznia 1973 do Jaworzna[14].

Jednostki nie przywrócono 1 stycznia 1973 roku po reaktywowaniu gmin.